# 黒瀧秀久
黒瀧秀久（くろたき ひでひさ、1957年1月 - ）は、日本の農業経済学者。東北農林専門職大学教授。

## 人物・来歴
青森県生まれ。1979年東京農業大学農学部農業経済学科卒業。1981年同大学院農学研究科農業経済学専攻博士前期課程修了。1984年東京農業大学農学部副手、1989年同生産産業学部講師、1995年助教授、2005年教授・生物産業学部地域産業経営学科教授。2024年東北農林専門職大学農林業経営学部教授。
2000年「戦後日本林業における危機の構造と林業再構成の課題」で博士（農業経済学）。専門は、農林経済学、環境経済学。

## 盗用と絶版
2021年12月、著書『森の日本史』と『榎本武揚と明治維新』(共に岩波ジュニア新書)に「文章の無断転用」が見つかったため、岩波書店は二著を絶版とした。

## 著書
- 『日本の林業と森林環境問題』八朔社, 2005.2
- 『弘前藩における山林制度と木材流通構造』北方新社, 2005.8
- 『榎本武揚と明治維新 旧幕臣の描いた近代化』岩波ジュニア新書 2017.12
- 『森の日本史』岩波ジュニア新書 2021.10

監修
- 『生物産業学のフロンティア フィールド研究と地域連携』渡部俊弘共監修, 東京農業大学生物産業学部 編. 三共出版, 2015.3

## 論文
- <黒瀧秀久